# Coppa (salume)
La coppa, chiamata anche capicollo (Tuscia viterbese, Campania, Molise, Puglia, Basilicata e Calabria), ossocollo (Veneto e Friuli-Venezia Giulia), finocchiata (Siena), coppa di collo (Romagna), capocollo o corpolongo (Lazio settentrionale e Umbria centro-meridionale), lonza (Lazio centro-meridionale) o lonzino (Marche e Abruzzo), scamerita o scalmarita (Umbria settentrionale e Toscana), o capicollu (Corsica), è un salume che è presente nel territorio italiano e nell'isola francese della Corsica con varie interpretazioni e ricette, ottenuto dalla lavorazione della porzione superiore del collo del maiale e da una parte della spalla; questo ne giustifica il nome.
Con questo nome si intende anche una parte del maiale, ottima per la cottura alla brace, alla griglia o pietra ollare.

## Preparazione
Le carni vengono salate e massaggiate (questa operazione è necessaria per favorire la distribuzione uniforme del sale) poi vengono insaccate in un budello naturale e fatte stagionare per diversi mesi.
Nel corso della lavorazione vengono aggiunte spezie ed erbe aromatiche tipiche delle diverse località di produzione del salume. Per la sua stagionatura in passato si avvolgeva la carne in una tela grezza o la si legava con spago di canapa.

## Prodotti riconosciuti

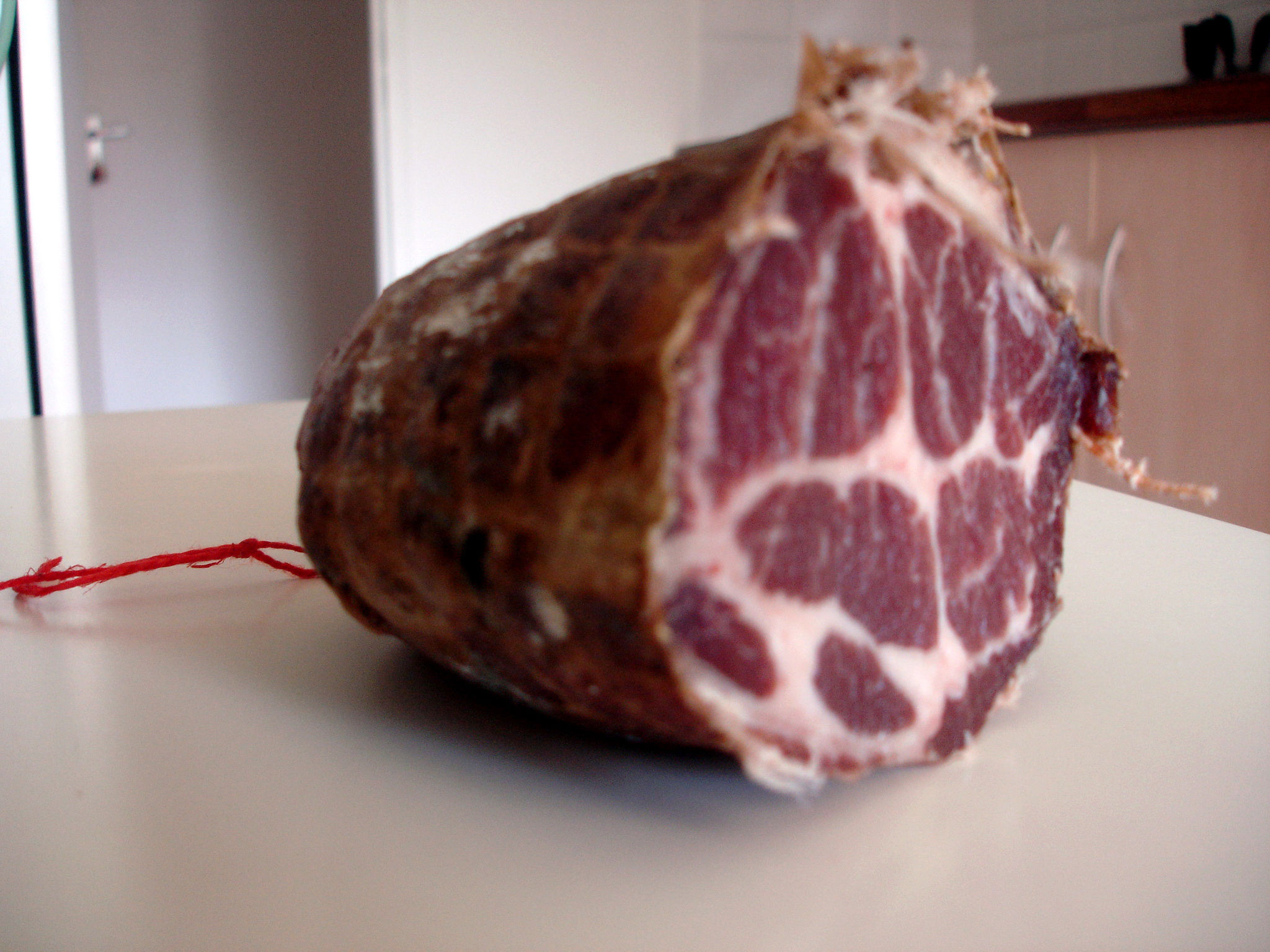
La coppa di Corsica

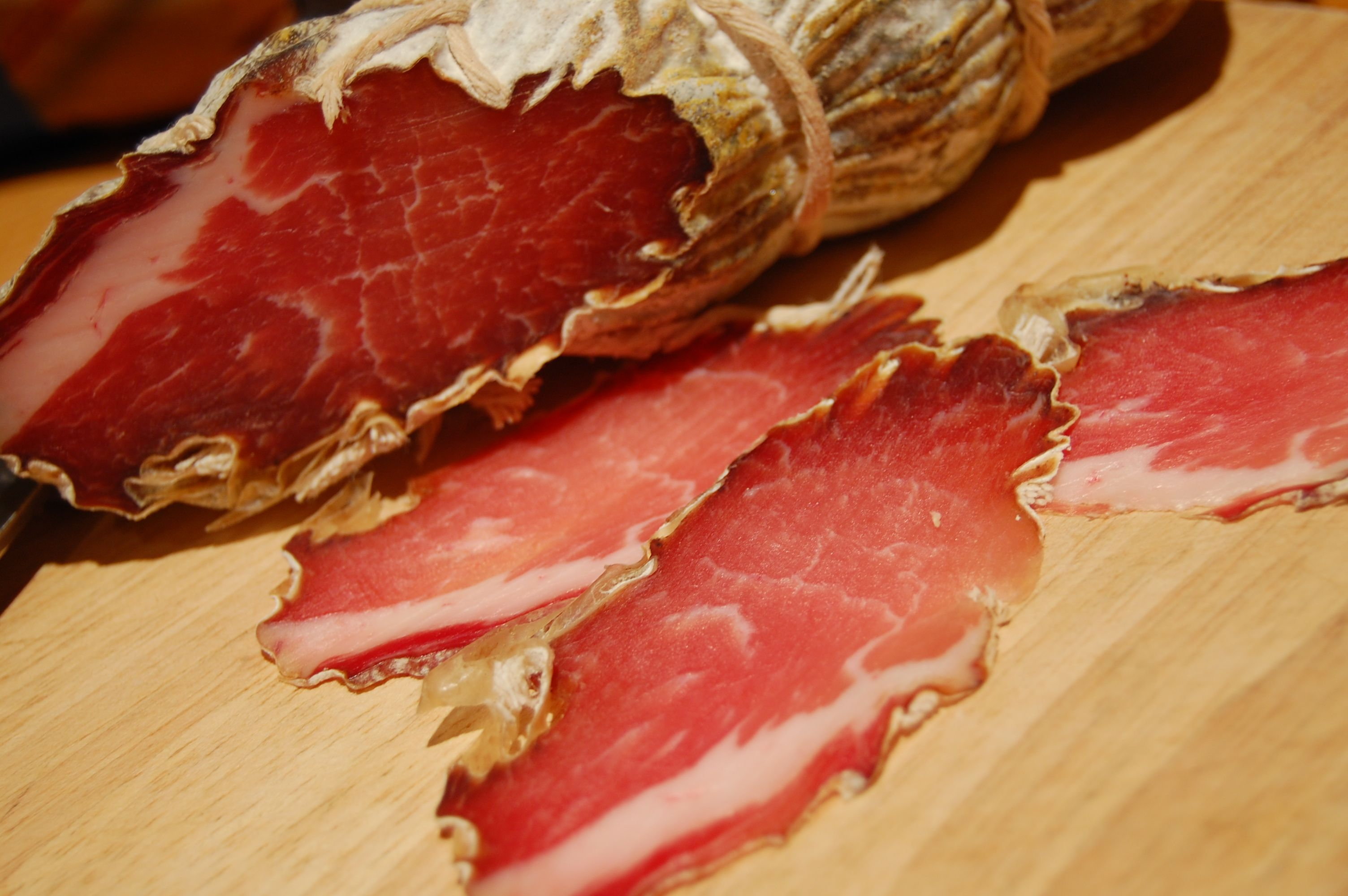
Il lonzino

### Marchi di tutela attribuiti dall'Unione europea

#### D.O.P.
- Capocollo di Calabria
- Coppa Piacentina

#### I.G.P.
- Coppa di Parma
- Capocollo di Martina Franca

#### A.O.C.
- Coppa di Corsica/Coppa de Corse (dal 2012)[2]

### Prodotti agroalimentari tradizionali italiani
- Regione Basilicata
  - capocollo
- Regione Campania
  - capicollo o capocollo
- Regione Lazio
  - lonza
- Regione Lombardia
  - Coppa Maccarana (finocchiella)
- Regione Veneto
  - Ossocollo Trevigiano (ossocollo)
- Regione Toscana
  - capocollo tipico senese (finocchiata)
- Regione Umbria
  - capocollo
- Regione Marche e Abruzzo
  - coppa, lonza, lonzino
- Regione Molise
  - capocollo

- Regione Sicilia
  - capocollo di suino nero

## Altri salumi
- Coppa di collo romagnola[3]
- Coppa di testa